# Robert Ensor
Robert Charles Kirkwood Ensor (ur. 16 października 1877, zm. 4 grudnia 1958) – brytyjski historyk, poeta, dziennikarz. 
Był wykładowcą w London School of Economics. 

## Wybrane publikacje
- Who Hitler is, Oxford: Clarendon Press 1939.
- The Uphill War : Sept. 1939-Nov. 1942, London: Oxford University Press 1942.
- A Miniature History of the War: down to the Liberation of Paris, London: H. Milford 1945.
- England 1870-1914, Oxford: Clarendon Press 1963.

## Publikacje w języku polskim
- "Anglia w latach, 1870-1914": Życie umysłowe i społeczne 1901-1914, przeł. Jerzy Z. Kędzierski [w:] Współcześni historycy brytyjscy. Wybór z pism, oprac. i przedmową zaopatrzył Jerzy Z. Kędzierski, słowo wstępne G. P. Gooch, Londyn: B. Świderski 1963, s. 171-199.